# زيشان أشرف
زيشان أشرف قاسمي (من مواليد 28 فبراير 1977 في كويتا، باكستان) هو لاعب هوكي الحقل. يلعب في مركز الظهير. بدأ ظهوره الدولي لباكستان في عام 2001 وتنافس في دورة ألعاب الكومنولث 2006.

## وصلات خارجية
- زيشان أشرف على موقع أوليمبيديا (الإنجليزية)
- زيشان أشرف على موقع اتحاد ألعاب الكومنولث (مؤرشف) (الإنجليزية)

- منتخب باكستان لهوكي الحقل